# Fresneña
Fresneña – gmina w Hiszpanii, w prowincji Burgos, w Kastylii i León, o powierzchni 14,01 km². W 2011 roku gmina liczyła 94 mieszkańców.